# Lista transporterów opancerzonych i bojowych wozów piechoty Wojska Polskiego
Lista transporterów opancerzonych i bojowych wozów piechoty Wojska Polskiego zawiera transportery opancerzone oraz bojowe wozy piechoty znajdujące się na wyposażeniu Wojska Polskiego od lat 40. XX.
Pierwsze projekty transporterów opancerzonych pojawiły się pod koniec I wojny światowej, jednakże szerzej pojawiły się dopiero podczas II wojny światowej. Rozwinięciem transporterów opancerzonych są bojowe wozy piechoty, które wprowadzono do użytku na przełomie lat 60. i 70. XX wieku. BWP posiadają z reguły uzbrojenie w postaci szybkostrzelnych armat małokalibrowych, których ogniem wspierają piechotę oraz wyrzutnię PPK.

## Polskie Siły Zbrojne
| Zdjęcie | Nazwa             | Kraj produkcji    | Typ                                    | Warianty | Lata służby | Uwagi                                                   | Przypis |
| ------- | ----------------- | ----------------- | -------------------------------------- | -------- | ----------- | ------------------------------------------------------- | ------- |
|         | Bedford OXA       | Wielka Brytania   | improwizowany transporter opancerzony  |          | 1942–1943   |                                                         | [ 2 ]   |
|         | ACW-IP            | Indie Brytyjskie  | kołowy transporter opancerzony         |          | 1942–?      |                                                         | [ 3 ]   |
|         | GM C15TA          | Kanada            | kołowy transporter opancerzony         |          | bd.         |                                                         | [ 4 ]   |
|         | M3A1 Scout Car    | Stany Zjednoczone | kołowy transporter opancerzony         |          | 1943–1946   |                                                         | [ 5 ]   |
|         | Halftrack         | Stany Zjednoczone | półgąsienicowy transporter opancerzony | M5 M5A1  | 1943–1946   |                                                         | [ 6 ]   |
|         | Universal Carrier | Wielka Brytania   | gąsienicowy transporter opancerzony    |          | 1941–?      |                                                         | [ 7 ]   |
|         | T16               | Stany Zjednoczone | gąsienicowy transporter opancerzony    |          | bd.         | amerykańska modernizacja transportera Universal Carrier | [ 7 ]   |
|         | Windsor Carrier   | Kanada            | gąsienicowy transporter opancerzony    |          | 1945–1947   | kanadyjska modernizacja transportera Universal Carrier  | [ 8 ]   |
|         | Loyd Carrier      | Wielka Brytania   | gąsienicowy transporter opancerzony    |          | bd.         |                                                         | [ 9 ]   |

## Ludowe Wojsko Polskie i Siły Zbrojne RP

### Transportery opancerzone
| Zdjęcie | Nazwa             | Kraj produkcji                        | Typ                                    | Warianty | Lata służby   | Uwagi                                                                          | Przypis       |
| ------- | ----------------- | ------------------------------------- | -------------------------------------- | --- | ------------- | ------------------------------------------------------------------------------ | ------------- |
|         | M3A1 Scout Car    | Stany Zjednoczone                     | kołowy transporter opancerzony         | | 1944–?        |                                                                                | [ 10 ]        |
|         | BTR-40            | ZSRR                                  | kołowy transporter opancerzony         | | bd.–bd.       |                                                                                | [ 11 ]        |
|         | Halftrack         | Stany Zjednoczone                     | półgąsienicowy transporter opancerzony | | 1944–lata 50. |                                                                                | [ 12 ]        |
|         | Universal Carrier | Wielka Brytania                       | gąsienicowy transporter opancerzony    | | 1944–lata 50. |                                                                                | [ 13 ]        |
|         | BTR-152           | ZSRR                                  | kołowy transporter opancerzony         | | lata 50.–?    |                                                                                | [ 14 ]        |
|         | SKOT              | Polska Czechosłowacja                 | kołowy transporter opancerzony         | wiele wersji m.in.: SKOT SKOT-1A SKOT-2 SKOT-2A                                                                                | 1964–lata 90. | obecnie w Wojsku Polskim znajdują się tylko wersje specjalistyczne             | [ 14 ]        |
|         | TOPAS             | Czechosłowacja                        | gąsienicowy transporter opancerzony    | TOPAS (OT-62A) TOPAS-R2 TOPAS-R3 TOPAS 2-AP (polska modernizacja) TOPAS WPT (polska modernizacja – wóz pogotowia technicznego) | 1965–1994     |                                                                                | [ 16 ]        |
|         | MT-LB             | ZSRR Polska (produkowane na licencji) | gąsienicowy transporter opancerzony    | | od lat 70.    |                                                                                | [ 18 ] [ 19 ] |
|         | Opal              | Polska                                | gąsienicowy transporter opancerzony    | Wiele wersji m.in.: Opal-I Opal-II Łowcza-3 ISM Kroton TRI                                                                     | od lat 80.    | Rozwinięcie transportera MTLB                                                  | [ 20 ] [ 19 ] |
|         | M113              | Stany Zjednoczone                     | gąsienicowy transporter opancerzony    | M113G2 Krkw Gep M577 | od 2003       |                                                                                | [ 21 ] [ 22 ] |
|         | KTO Rosomak       | Finlandia Polska (na licencji)        | kołowy transporter opancerzony         | wiele wersji m.in.: Rosomak Rosomak-M1M Rosomak-WD Rosomak-WRT                                                                 | od 2004       |                                                                                | [ 23 ]        |
|         | KTO Ryś           | Polska                                | kołowy transporter opancerzony         | Ryś MED | od 2005       | głęboka modernizacja SKOTa. Wojsko Polskie zakupiło wyłącznie wariant Ryś MED. | [ 24 ]        |
|         | LPG               | Polska                                | gąsienicowy transporter opancerzony    | WD WDsz | od 2010       |                                                                                | [ 25 ] [ 26 ] |

### Bojowe wozy piechoty
| Zdjęcie | Nazwa | Kraj produkcji                    | Typ                 | Warianty                                                          | Lata służby | Uwagi                                                            | Przypis       |
| ------- | ----- | --------------------------------- | ------------------- | ----------------------------------------------------------------- | ----------- | ---------------------------------------------------------------- | ------------- |
|         | BWP-1 | ZSRR                              | bojowy wóz piechoty | BWP-1 BWR-1D (wariant rozpoznawczy) BWR-1S (wariant rozpoznawczy) | od 1973     |                                                                  | [ 29 ] [ 30 ] |
|         | BWP-2 | ZSRR Czechosłowacja (na licencji) | bojowy wóz piechoty | BWP-2                                                             | 1989–1994   | pojazdy używane w Wojsku Polskim były produkcji czechosłowackiej | [ 31 ] [ 32 ] |